# Lord Voldemort
Lord Voldemort (/ˈvoʊldəmɔr/ VOHL-də-mor, /ʔmɔrt/ -mort nos filmes) é um personagem e o principal antagonista da série de romances Harry Potter de J. K. Rowling. O personagem apareceu pela primeira vez em Harry Potter e a Pedra Filosofal, publicado em 1997, e retornou pessoalmente ou em flashbacks em cada livro e em sua adaptação cinematográfica da série, exceto no terceiro, Harry Potter e o prisioneiro de Azkaban, no qual ele é apenas mencionado.
Voldemort, um apelido anagramático para Tom Marvolo Riddle (Tom Servolo Riddle, no Brasil), é o arqui-inimigo de Harry Potter, que, de acordo com uma profecia, tem "o poder de derrotar o Lord das Trevas". Ele tenta assassinar o garoto, mas, em vez disso, mata seus pais, Lílian e Tiago Potter, e deixa Harry com uma cicatriz na testa no formato de um raio. Quase todos os bruxos e magos não se atrevem a pronunciar seu nome e se referem a ele com apelidos como "Você-Sabe-Quem", "Aquele-Que-Não-Deve-Ser-Nomeado" ou "O Lord das Trevas". A obsessão de Voldemort com a pureza do sangue significa seu objetivo de livrar o Mundo Bruxo da herança trouxa (pessoas não-bruxas) e conquistar ambos os mundos, trouxa e bruxo, para alcançar o domínio do sangue puro. Por meio da família de sua mãe, ele é o último descendente do mago Salazar Sonserina, um dos quatro fundadores da Escola de Magia e Bruxaria de Hogwarts. Ele é o líder dos Comensais da Morte, um grupo de bruxos e bruxas malignos dedicados a livrar o Mundo Mágico dos trouxas e estabelecer Voldemort como seu governante supremo.

## Desenvolvimento do personagem
Em uma entrevista de 1999, Rowling disse que Voldemort foi inventado como um nêmesis para Harry Potter, e que ela intencionalmente não desenvolveu a história de fundo de Voldemort no início. "A ideia básica [era que Harry] não sabia que era um bruxo... E então eu meio que trabalhei de trás para frente a partir dessa posição para descobrir como isso poderia acontecer, que ele não saberia o que era. ... Quando ele tinha um ano de idade, o bruxo mais maligno de centenas e centenas de anos tentou matá-lo. Ele matou os pais de Harry e depois tentou matar Harry - tentou amaldiçoá-lo... Harry tem que descobrir, antes que nós descubramos. E assim, mas por alguma razão misteriosa, a maldição não funcionou em Harry. Então, ele ficou com essa cicatriz em forma de raio na testa e a maldição ricocheteou sobre o bruxo maligno, que tem se escondido desde então."
No segundo livro, Rowling estabelece que Voldemort odeia os bruxos que não são de sangue puro, apesar de ele próprio ser um mestiço. Em uma entrevista de 2000 à BBC, Rowling descreveu Voldemort como um valentão que se odeia: "Bem, acho que muitas vezes os maiores valentões pegam o que sabem ser seus próprios defeitos, como eles veem, e os colocam em outra pessoa, e então tentam destruir o outro, e é isso que Voldemort faz." No mesmo ano, Rowling tornou-se mais precisa sobre Voldemort. Ela começou a associá-lo a tiranos da vida real, descrevendo-o como "um psicopata furioso, desprovido das reações humanas normais ao sofrimento de outras pessoas". Em 2004, porém, Rowling disse que não baseou Voldemort em nenhuma pessoa real. Em 2006, Rowling disse a um entrevistador que Voldemort, em sua essência, tem um medo humano: o medo da morte. Ela disse: "O medo de Voldemort é a morte, a morte ignominiosa. Quero dizer, ele considera a própria morte ignominiosa. Ele acha que é uma fraqueza humana vergonhosa, como você sabe. Seu pior medo é a morte."
Ao longo da série, Rowling estabelece que Voldemort é tão temido no mundo dos bruxos que é considerado perigoso até mesmo falar seu nome. A maioria dos personagens dos romances se refere a ele como "Você-Sabe-Quem" ou "Aquele-Que-Não-Deve-Ser-Nomeado" em vez de dizer seu nome em voz alta. Em Harry Potter e as Relíquias da Morte, um feitiço "tabu" é colocado sobre o nome, de modo que Voldemort ou seus seguidores podem rastrear qualquer pessoa que o pronuncie. Por esse meio, seus seguidores acabam encontrando e capturando Harry e seus amigos Ron Weasley e Hermione Granger. No segundo livro, Rowling revela que "I am Lord Voldemort" ("Eu sou Lord Voldemort") é um anagrama do nome de nascimento do personagem, Tom Marvolo Riddle. De acordo com a autora, o nome de Voldemort é uma palavra inventada. O nome Voldemort é derivado do francês vol de mort, que significa "fuga da morte" ou "roubo da morte".

## Aparições

### Harry Potter e a Pedra Filosofal
Voldemort faz sua estreia em Harry Potter e a Pedra Filosofal. Nessa história, Rowling o apresenta como o Lorde das Trevas que tentou matar Harry Potter porque o garoto foi profetizado para destruí-lo. Voldemort assassinou os pais de Harry, James e Lílian, mas como resultado do amor e da disposição de sua mãe em se sacrificar por ele, o bebê Harry sobreviveu quando Voldemort tentou assassiná-lo com uma Maldição da Morte. Voldemort desencarnou e, como resultado, Harry ficou com uma misteriosa cicatriz em forma de raio em sua testa.
No livro, Voldemort tenta, sem sucesso, recuperar seu corpo dissolvido roubando a Pedra Filosofal. Para atingir seu objetivo, Voldemort usa a ajuda do Professor Quirrell, agarrando-se à parte de trás da cabeça dele. No entanto, no clímax do livro, Harry consegue impedir que Voldemort roube a pedra.

### Harry Potter e a Câmara Secreta
Na segunda parte, Rowling apresenta Tom Marvolo Riddle, uma manifestação de um Voldemort adolescente que reside em um diário mágico encontrado por Gina Weasley. Nesse livro, Gina é descrita como uma garota tímida que tem uma queda por Harry. Sentindo-se ansiosa e solitária, ela começa a escrever no diário e compartilha seus medos mais profundos com o simpático Tom. No entanto, no clímax da história, quando Riddle reorganiza as letras de seu nome para escrever "Eis Lord Voldemort", Riddle é revelado como uma manifestação mágica do garoto que mais tarde cresceria e se tornaria o Lorde das Trevas. Riddle afirma ter se fortalecido com os medos de Gina e acaba por possuí-la, usando-a como um peão para destrancar a Câmara Secreta (Portugal: Câmara dos Segredos), de onde um basilisco é liberado e petrifica vários alunos de Hogwarts. Harry derrota a manifestação de Riddle a partir do diário e do basilisco. Em Harry Potter e o enigma do príncipe, Albus Dumbledore revela a Harry que o diário era uma das horcruxes de Voldemort.

### Harry Potter e o prisioneiro de Azkaban
Voldemort não aparece no terceiro livro, nem em pessoa nem como uma manifestação mágica. No entanto, ele é ouvido quando Harry desmaia devido aos efeitos severos de um Dementador. Perto do final da história, Sibila Trelawney, a professora de Adivinhação, faz uma rara profecia genuína: "O Lord das Trevas está sozinho e sem amigos, abandonado pelos seus seguidores. Seu servo esteve acorrentado nos últimos doze anos. Hoje à noite, antes da meia-noite... O servo vai se libertar e se juntar ao seu mestre. O Lord das Trevas vai ressurgir, com a ajuda do seu servo, maior e mais terrível do que nunca. Hoje à noite... o servo... vai se juntar... ao seu mestre..." Embora inicialmente esteja implícito que a profecia se refere a Sirius Black, o antagonista ostensivo do livro, o "servo" acaba sendo revelado como Pedro Pettigrew, que, durante os 12 anos desde a queda de Voldemort, esteve disfarçado como o rato de estimação de Rony, Rabicho.

### Harry Potter e o Cálice de Fogo
Na quarta parte da série, Voldemort reaparece no início e no clímax do livro. Rowling permite que muitos elementos da trama, aparentemente não relacionados, se encaixem em ordem.
É revelado que o lacaio de Voldemort, Barty Crouch Jr., disfarçado de professor de Hogwarts, Olho-Tonto Moody, manipulou os eventos do Torneio Tribruxo a favor de Harry. O objetivo de Voldemort era teletransportar Harry para o cemitério de Little Hangleton, onde a família Riddle está enterrada. Harry é capturado e, depois que Pettigrew usa o sangue de Harry para cumprir um ritual mágico, Voldemort recupera seu corpo e é restaurado ao seu poder total.
Pela primeira vez na série, Rowling descreve sua aparência: "alto e magro como um esqueleto", com um rosto "mais branco que um crânio, com olhos escarlates, largos e lívidos e um nariz achatado como o de uma cobra, com fendas nas narinas". Rowling escreve que suas "mãos eram como aranhas grandes e pálidas; seus longos dedos brancos acariciavam seu próprio peito, seus braços, seu rosto; os olhos vermelhos, cujas pupilas eram fendas, como as de um gato, brilhavam ainda mais na escuridão".
Foi revelado que, enquanto estava na Albânia, Pettigrew havia capturado a funcionária do Ministério da Magia Bertha Jorkins, que foi torturada para obter informações sobre o Ministério. Depois que souberam que Barty Crouch Jr., um fiel Comensal da Morte, havia sido contrabandeado para fora de Azkaban e estava confinado em particular na casa de seu pai, eles a mataram. Com a ajuda de Pettigrew, Voldemort criou um corpo pequeno e rudimentar, suficientemente corpóreo para viajar e realizar magia, e formulou um plano para restaurar seu próprio corpo capturando Harry. Uma parte do plano foi ouvida por Frank Bryce, um jardineiro, que Voldemort matou em seguida. Voldemort então completa seu plano e retorna à vida em seu corpo completo como resultado do ritual com o sangue de Harry. Ele então convoca seus Comensais da Morte ao cemitério para testemunhar a morte de Harry e o desafia para um duelo. No entanto, quando Voldemort duela com Harry, suas varinhas ficam magicamente unidas devido aos núcleos gêmeos de penas de fênix das varinhas. Devido a um fenômeno mais tarde revelado como Priori Incantatem, manifestações fantasmagóricas das vítimas mais recentes de Voldemort (incluindo os pais de Harry) aparecem e distraem Voldemort, permitindo que Harry tenha tempo suficiente para escapar pela Chave de Portal com o corpo do colega Cedrico Diggory, que foi assassinado por Pettigrew sob as ordens de Voldemort.

### Harry Potter e a Ordem da Fênix
Voldemort aparece no clímax do quinto livro, tendo novamente conspirado contra Harry. Nesse livro, Harry passa por um estresse emocional extremo e, de acordo com Rowling, era necessário provar que Harry é emocionalmente vulnerável e, portanto, humano, em contraste com seu nêmesis Voldemort, que é emocionalmente invulnerável e, portanto, desumano: "[Harry é] um herói muito humano, e isso é, obviamente, um contraste entre ele, como um herói muito humano, e Voldemort, que deliberadamente se desumanizou. [...] e Harry, portanto, teve que chegar a um ponto em que quase se desintegrou."
Nesse livro, Voldemort faz uso liberal da recusa do Ministério da Magia em acreditar que ele retornou. Voldemort engendra uma trama para libertar Bellatrix Lestrange e outros Comensais da Morte de Azkaban e, em seguida, embarca em um esquema para recuperar o registro completo de uma profecia armazenada no Departamento de Mistérios a respeito de Harry e dele mesmo. Ele envia um grupo de Comensais da Morte para recuperar a profecia, onde a Ordem da Fênix os encontra. Todos são capturados, exceto Bellatrix, e Voldemort se envolve em um duelo feroz com Dumbledore. Quando Dumbledore leva a melhor, Voldemort tenta possuir Harry, mas descobre que não consegue; Harry está cheio demais daquilo que Voldemort considera incompreensível e que ele detesta como fraqueza: o amor. Sentindo que Dumbledore poderia vencer, Voldemort desaparece, mas não antes que o Ministro da Magia o veja pessoalmente, tornando seu retorno à vida de conhecimento público no próximo livro.

### Harry Potter e o enigma do príncipe
Voldemort não aparece em Harry Potter e o enigma do príncipe, embora sua presença e suas ações sejam sentidas: ele mais uma vez declara guerra e começa a subir ao poder mais uma vez. Ele assassina Amelia Bones, do Departamento de Aplicação das Leis da Magia, e começa a atacar os membros da Ordem da Fênix, inclusive Emmeline Vance.
Rowling usa vários capítulos como exposição para estabelecer a história de fundo de Voldemort. Em uma série de flashbacks, usando a penseira como um dispositivo de enredo, ela revela que Voldemort era filho da bruxa Merope Gaunt e de um trouxa chamado Tom Riddle. Riddle abandonou Merope antes do nascimento do filho, logo após o que Merope morreu. Depois de viver em um orfanato, o jovem Riddle conheceu Dumbledore, que lhe disse que ele era um bruxo e providenciou para que ele estudasse em Hogwarts. Riddle era externamente um aluno exemplar, mas na realidade era um psicopata que sentia um prazer sádico em usar seus poderes para prejudicar e controlar as pessoas. Ele acabou assassinando seu pai e seus avós como vingança por tê-lo abandonado. O livro também discute o ódio de Riddle pelos trouxas, sua obsessão por horcruxes e seu desejo de dividir sua alma para alcançar a imortalidade. Rowling afirmou que a concepção de Voldemort sob a influência de uma poção do amor simboliza as circunstâncias coercitivas sob as quais ele foi trazido ao mundo.
No enredo principal do livro, o próximo passo de Voldemort é planejar um ataque a Hogwarts e matar Dumbledore. Isso é realizado por Draco Malfoy, que organiza o transporte de Comensais da Morte para Hogwarts por meio de um par de Armários de Desaparecimento, que contornam os extensos encantamentos de proteção colocados ao redor da escola. Os armários permitem que os Comensais da Morte de Voldemort entrem em Hogwarts, onde a batalha começa e Dumbledore é encurralado. O professor de Hogwarts (e agente redobrado) Severus Snape usa a Maldição da Morte contra Dumbledore quando Draco não consegue se forçar a fazê-lo.

### Harry Potter e as Relíquias da Morte
No último livro, Voldemort continua sua busca pelo poder supremo. Ele destitui o Ministro da Magia e o substitui por Pio Thicknesse, que está sob a Maldição Imperius. Estabelecendo um estado policial totalitário, ele manda perseguir e prender os nascidos trouxas por "roubarem magia" dos magos de "sangue puro". Depois de não conseguir matar Harry com a varinha emprestada do pai de Draco, Lucius Malfoy (para evitar o efeito do Priori Incantatem), ele parte em uma busca assassina pela Varinha das Varinhas, a varinha mais poderosa já criada, vendo-a como a arma de que precisa para superar a varinha de Harry e torná-lo verdadeiramente invencível. Ele parte em uma busca que o leva para fora do país, para a loja de varinhas de Gregorovitch, matando o fabricante de varinhas. Sua jornada também o leva a Nurmengard, a prisão onde Gellert Grindelwald é mantido, e ele também mata Grindelwald. Ele finalmente localiza a Varinha das Varinhas e a rouba do túmulo de Dumbledore.
Mais tarde, Voldemort descobre que Harry e seus amigos estão caçando e destruindo suas horcruxes quando é informado do assalto ao cofre dos Lestranges em Gringotes em busca da Taça de Helga Hufflepuff. Depois de oferecer misericórdia aos ocupantes de Hogwarts se eles entregassem Harry, ele reúne um grande exército e lança uma invasão ao castelo, onde Harry está procurando o Diadema de Ravena Ravenclaw. Voldemort ordena que sua cobra de estimação, Nagini, execute Snape, acreditando que isso o tornaria o verdadeiro dono da Varinha das Varinhas, já que Snape matou Dumbledore. Em seguida, ele convoca um armistício de uma hora em troca de Harry. Quando Harry entra voluntariamente no acampamento de Voldemort na Floresta Proibida, Voldemort o golpeia com a Varinha das Varinhas. No entanto, o uso do sangue de Harry para ressuscitar o corpo de Voldemort prova ser um grande revés: embora o sangue de Harry corra nas veias de Voldemort, Harry não pode ser morto, pois a proteção de sua mãe também vive agora em Voldemort. Em vez disso, Voldemort destrói a parte de sua própria alma que reside no corpo de Harry.
Voldemort força Hagrid a carregar o corpo aparentemente sem vida de Harry de volta ao castelo como um troféu, dando início a outra batalha durante a qual Nagini, sua última horcrux, é destruída por Neville Longbottom. A batalha então se desloca para o Grande Salão, onde Voldemort luta simultaneamente com Minerva McGonagall, Kingsley Shacklebolt e Horácio Slughorn. Harry então se revela e explica a Voldemort que Draco se tornou o verdadeiro mestre da Varinha das Varinhas quando desarmou Dumbledore; Harry, por sua vez, ganhou a lealdade da varinha quando tomou a varinha de Draco. Recusando-se a acreditar nisso, Voldemort lança a Maldição da Morte com a Varinha das Varinhas enquanto Harry usa um Feitiço de Desarmamento com a varinha de Draco, mas a Varinha das Varinhas se recusa a matar seu mestre e o feitiço ricocheteia em Voldemort que, com todas as suas horcruxes destruídas, finalmente morre. Seu corpo é colocado em uma câmara diferente de todos os outros que morreram lutando contra ele.
Rowling afirmou que, após sua morte, Voldemort é forçado a existir na forma infantil atrofiada que Harry vê no limbo semelhante ao de King's Cross após seu confronto com Voldemort na Floresta Proibida. Rowling também mencionou que, apesar de seu medo extremo da morte, ele não pode se tornar um fantasma.

## Retratação nos filmes
Voldemort aparece em todos os filmes de Harry Potter, com exceção de Harry Potter e o Prisioneiro de Azkaban. Vários atores o retrataram em suas diversas encarnações e idades.
Em Harry Potter e a Pedra Filosofal, a manifestação de Voldemort é como um rosto na parte de trás da cabeça de Quirrell, um efeito obtido por imagens geradas por computador. Ian Hart, o ator que interpretou Quirrell no mesmo filme, forneceu a voz e a fonte facial para esse personagem. Voldemort também aparece em uma cena na Floresta Proibida, onde ele é visto bebendo o sangue de um unicórnio. Como o rosto de Voldemort foi alterado o suficiente pelo trabalho de computação gráfica e a voz de Hart foi afetada o suficiente, não houve confusão quando Hart interpretou os dois papéis. Nesse filme, ele também foi mostrado em uma sequência de flashback quando chegou à casa de Tiago e Lílian Potter para matá-los. Nessa cena, Voldemort é interpretado por Richard Bremmer, embora seu rosto nunca seja visto. Sua próxima aparição seria em Harry Potter e a Câmara Secreta, como Tom Marvolo Riddle, de 16 anos (interpretado por Christian Coulson).

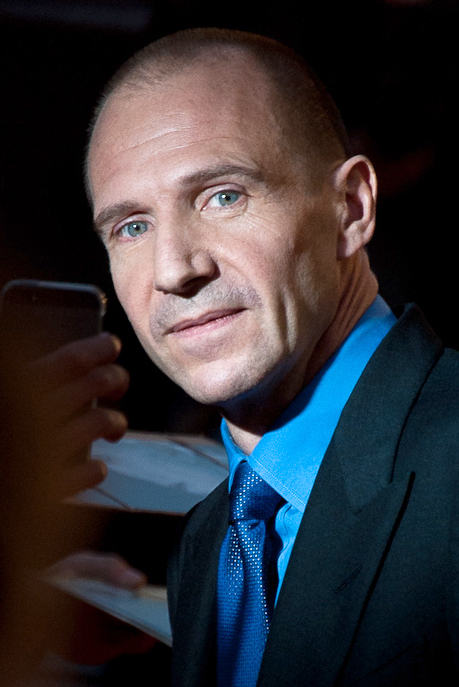
Ralph Fiennes retrata Voldemort desde Cálice de Fogo até Relíquias da Morte Parte 2.

Em Harry Potter e o Cálice de Fogo, Voldemort é inicialmente apenas ouvido, possuindo a voz fraca e áspera ouvida no primeiro filme. No entanto, no clímax do filme, ele aparece em sua forma física pela primeira vez, interpretado por Ralph Fiennes. Como no livro, Voldemort é mostrado vestido com vestes pretas escuras, alto e emaciado, sem cabelo e com dentes amarelados; sua varinha tem um tom branco e o cabo parece ser feito de osso; suas unhas são longas e azul-claras, enquanto as unhas dos pés parecem estar infectadas. Diferentemente do livro, suas pupilas não são felinas e seus olhos são azuis, porque o produtor David Heyman achou que sua maldade não poderia ser vista e não encheria o público de medo (seus olhos assumem brevemente uma aparência de cobra quando ele os abre depois de se tornar humano, mas logo voltam ao normal). Como no livro, a versão cinematográfica de Voldemort tem narinas cortadas como as de uma cobra, com a carne do nariz significativamente pressionada para trás. O nariz de Ralph Fiennes não foi coberto com maquiagem no set, mas foi removido digitalmente na pós-produção. Nessa primeira aparição, Voldemort também tem uma língua bifurcada, mas esse elemento foi removido para os filmes seguintes.
Fiennes afirmou que teve duas semanas para filmar a cena do confronto clímax em que ele se vangloria de um Harry aterrorizado, interpretado por Daniel Radcliffe. Fiennes disse com uma risada: "Não tenho dúvidas de que as crianças terão medo de mim agora, se já não tinham antes". Para se preparar, ele leu o romance Cálice de Fogo, mas admitiu em tom de brincadeira: "Eu só estava interessado na minha cena, e tive que passar por milhares e milhares de outras cenas, o que fiz, obedientemente, até chegar à minha cena e a li muitas, muitas, muitas, muitas, muitas vezes, e essa foi minha pesquisa." Fiennes reprisou seu papel como Voldemort em Harry Potter e a Ordem da Fênix e Harry Potter e as Relíquias da Morte - Parte 1 e Parte 2.
O sobrinho de Fiennes, Hero Fiennes Tiffin, interpretou Tom Riddle quando criança em Harry Potter e o enigma do príncipe. Na época das filmagens, Christian Coulson tinha 29 anos e não foi considerado adequado para retornar como o Riddle adolescente. Thomas James Longley foi originalmente escalado para assumir o papel, mas renegociações de última hora fizeram com que Frank Dillane fosse escalado em seu lugar.
Stefano Rossi interpretou Tom Riddle no filme prequel não oficial feito por fãs em 2018, Voldemort: Origins of the Heir.

## Aparições em outras obras
Em Harry Potter e a Criança Amaldiçoada, é revelado que Bellatrix deu à luz a filha de Voldemort, Delphi, na Mansão Malfoy, antes da Batalha de Hogwarts. Vinte e dois anos depois, Delphi se faz passar pelo primo de Cedrico e manipula o segundo filho de Harry e Gina, Albus Severus Potter, e seu amigo, o filho de Draco e Astoria Greengrass, Escórpio Malfoy, para que roubem um protótipo do Vira-Tempo com o qual ela espera ressuscitar seu pai. Usando o Vira-Tempo, Escórpio acidentalmente cria uma linha do tempo alternativa em que Voldemort matou Harry na batalha e agora governa o mundo bruxo. Em uma tentativa de alcançar esse futuro, Delphi viaja para Godric's Hollow na noite em que Voldemort matou os pais de Harry, na esperança de evitar a profecia que levou à queda de seu pai. Depois de receber uma mensagem de seu filho, Harry, juntamente com Ron, Hermione e Draco (que agora se tornou amigo de Harry depois que eles uniram forças para salvar seus respectivos filhos), se transforma em Voldemort para distrair Delphi, permitindo que eles a dominem. O verdadeiro Voldemort mata os pais de Harry, conforme profetizado, e Delphi é enviada para Azkaban.

## Caracterização

### Aparência externa
Depois de recuperar seu corpo no quarto livro, Rowling descreve Voldemort como tendo pele pálida, um rosto branco como giz, semelhante a uma caveira, narinas com fendas semelhantes a cobras, olhos vermelhos e pupilas com fendas semelhantes a gatos, um corpo esqueleticamente magro e mãos longas e finas com dedos anormalmente longos. Conforme mencionado no primeiro capítulo do sétimo livro, ele também não tem cabelo nem lábios. No início da vida, como visto em flashbacks contidos no segundo e sexto livros, Tom Marvolo Riddle era bonito e alto, com pele clara, cabelos negros e olhos castanhos escuros. Ele conseguia encantar muitas pessoas com sua aparência. Acredita-se que a transformação em seu estado monstruoso tenha sido o resultado da criação de suas horcruxes e do fato de ter se tornado menos humano à medida que continuava a dividir sua alma. Nos filmes, os olhos de Voldemort são azuis com pupilas redondas.

### Personalidade
Rowling descreveu Voldemort como "o bruxo mais maligno por centenas e centenas de anos". Ela elaborou que ele é um "psicopata furioso, desprovido das reações humanas normais ao sofrimento de outras pessoas" e cuja única ambição na vida é tornar-se todo-poderoso e imortal. Ele também é um sádico que machuca e assassina pessoas - especialmente trouxas - para sua própria diversão. Ele não tem empatia, não sente remorso ou empatia e não reconhece o valor e a humanidade de ninguém, exceto de si mesmo. Ele não sente necessidade de companhia ou amizade humana e não consegue compreender o amor ou a afeição por outra pessoa. Ele acredita que é superior a todos ao seu redor, a ponto de frequentemente se referir a si mesmo na terceira pessoa como "Lord Voldemort". Rowling também afirmou que Voldemort é "incrivelmente faminto por poder. Racista, na verdade", e que se Voldemort olhasse para o Espelho de Ojesed, no qual se vê o maior desejo de alguém, ele veria "a si mesmo, todo-poderoso e eterno. É isso que ele quer".
Rowling também afirmou que a concepção de Voldemort por influência da Amortentia - uma poção do amor administrada por sua mãe, uma bruxa chamada Merope Gaunt, ao trouxa Tom Riddle - está relacionada à sua incapacidade de entender o amor; é "uma forma simbólica de mostrar que ele veio de uma união sem amor - mas é claro que tudo teria mudado se Merope tivesse sobrevivido, criado e amado ele. O encantamento sob o qual Tom Riddle gerou Voldemort é importante porque mostra coerção, e não pode haver muitas maneiras mais prejudiciais de entrar no mundo do que como resultado de tal união".
Como a maioria dos vilões arquetípicos, a arrogância de Voldemort leva à sua queda. Ele também sofre de um medo patológico da morte, que considera uma fraqueza humana vergonhosa e ignominiosa. De acordo com Rowling, seu Bicho-papão seria seu próprio cadáver. Rowling também disse que a diferença entre Harry e Voldemort é que Harry aceita a mortalidade e, portanto, Harry é, no final, mais forte do que seu nêmesis.

### Habilidades e capacidades mágicas
Rowling estabelece Voldemort ao longo da série como um bruxo das trevas extremamente poderoso, inteligente e implacável, descrito como o maior e mais poderoso bruxo das trevas de todos os tempos. Ele é conhecido como um dos maiores Legimentes do mundo e um Oclumente altamente talentoso; ele pode ler mentes e proteger a sua própria de penetração. Além de Dumbledore, ele também é o único mago conhecido por ser capaz de aparecer silenciosamente. Também foi dito que Voldemort temia apenas um bruxo, Dumbledore.
No último livro, Voldemort voa sem apoio, algo que surpreende aqueles que o veem. Voldemort, assim como sua família ancestral, os Gaunts, é um Ofidioglota, o que significa que ele pode conversar com serpentes. Essa habilidade foi herdada de seu antepassado, Salazar Sonserina. Essa característica altamente incomum pode ser preservada por meio da consanguinidade, uma prática empregada pela família Gaunt para manter a pureza de seu sangue. Quando Voldemort tenta matar Harry, sua capacidade de falar a lingua das serpentes é transmitida a Harry por meio de uma pequena parte da alma do primeiro. Depois que esse pedaço de alma é destruído, Harry perde essa habilidade.
Em um flashback no sexto livro, Voldemort se gaba para Dumbledore durante uma entrevista de emprego de que ele "empurrou os limites da magia mais longe do que jamais haviam sido". Dumbledore afirma que o conhecimento de magia de Voldemort é mais extenso do que o de qualquer mago vivo e que até mesmo os mais poderosos feitiços e encantos de proteção de Dumbledore provavelmente seriam insuficientes se Voldemort voltasse ao poder total. Dumbledore também disse que Voldemort era provavelmente o aluno mais brilhante que Hogwarts já viu. Embora Voldemort continue altamente talentoso e prodigioso em suas habilidades, ele é extremamente carente e inepto na magia mais poderosa, o amor. Essa incapacidade de amar e confiar nos outros prova ser a maior fraqueza de Voldemort na série. Inicialmente, Voldemort expressa ceticismo quanto ao fato de sua própria magia não ser a mais poderosa, mas, ao retornar ao poder, ele admite aos Comensais da Morte que havia negligenciado a magia antiga e poderosa que Lílian Potter invocou e que protegeria Harry de qualquer dano.
Em seu site, Rowling escreveu que a varinha de Voldemort é feita de teixo, cuja seiva é venenosa e simboliza a morte. Isso forma um contraste deliberado com a varinha de Harry, que é feita de azevinho, que ela escolheu porque se alega que o azevinho repele o mal.
Rowling estabelece nos livros que Voldemort está magicamente conectado a Harry por meio da cicatriz na testa de Harry. Ele se desincorpora quando sua Maldição da Morte, que tinha Harry como alvo, ricocheteia nele, deixando a cicatriz na testa de Harry. Nos livros e, em menor escala, nos filmes, a cicatriz de Harry serve como um indicador da presença de Voldemort: ela arde quando o Lord das Trevas está próximo ou quando Voldemort está se sentindo assassino ou exultante. De acordo com Rowling, ao atacar Harry quando ele era um bebê, Voldemort deu a ele "ferramentas [que] nenhum outro bruxo possuía - a cicatriz e a habilidade que ela conferia, uma janela mágica para a mente de Voldemort".

### Família
| \| \| \| \| \| \| \| \| \| \| \| \| \| \| \| \| \| Salazar Sonserina \| Salazar Sonserina \| Salazar Sonserina \| Salazar Sonserina \| Salazar Sonserina \| Salazar Sonserina \| \| \| A família Peverell \| A família Peverell \| A família Peverell \| A família Peverell \| A família Peverell \| A família Peverell \| \| \| \| \| \| \| \| \| \| \| \| \| \| \| \| \| \| \| \| \| \| \| \| \| \| \| \| Salazar Sonserina \| Salazar Sonserina \| Salazar Sonserina \| Salazar Sonserina \| Salazar Sonserina \| Salazar Sonserina \| \| \| A família Peverell \| A família Peverell \| A família Peverell \| A família Peverell \| A família Peverell \| A família Peverell \| \| \| \| \| \| \| \| \| \| \| \| \| \| \| \| \| \| \| \| \| \| \| \| \| \| \| \| \| \| \| \| \| \| \| \| \| \| \| \| \| \| \| \| \| \| \| \| \| \| \| \| \| Thomas Riddle \| Thomas Riddle \| Thomas Riddle \| Thomas Riddle \| Thomas Riddle \| Thomas Riddle \| \| \| Mary Riddle \| Mary Riddle \| Mary Riddle \| Mary Riddle \| Mary Riddle \| Mary Riddle \| \| \| Marvolo Gaunt \| Marvolo Gaunt \| Marvolo Gaunt \| Marvolo Gaunt \| Marvolo Gaunt \| Marvolo Gaunt \| \| \| \| \| \| \| \| \| \| \| \| \| \| \| \| \| \| \| \| Thomas Riddle \| Thomas Riddle \| Thomas Riddle \| Thomas Riddle \| Thomas Riddle \| Thomas Riddle \| \| \| Mary Riddle \| Mary Riddle \| Mary Riddle \| Mary Riddle \| Mary Riddle \| Mary Riddle \| \| \| Marvolo Gaunt \| Marvolo Gaunt \| Marvolo Gaunt \| Marvolo Gaunt \| Marvolo Gaunt \| Marvolo Gaunt \| \| \| \| \| \| \| \| \| \| \| \| \| \| \| \| \| \| \| \| \| \| \| \| \| \| \| \| \| \| \| \| \| \| \| \| \| \| \| \| \| \| \| \| \| \| \| \| \| \| \| \| \| \| \| \| \| \| \| \| \| \| \| \| \| \| \| \| \| \| \| \| \| \| \| \| \| \| \| \| \| \| \| \| \| \| \| \| \| \| \| \| \| \| \| \| \| \| \| \| \| \| \| \| \| \| Tom Riddle \| Tom Riddle \| Tom Riddle \| Tom Riddle \| Tom Riddle \| Tom Riddle \| \| \| Merope Gaunt \| Merope Gaunt \| Merope Gaunt \| Merope Gaunt \| Merope Gaunt \| Merope Gaunt \| \| \| Morfin Gaunt \| Morfin Gaunt \| Morfin Gaunt \| Morfin Gaunt \| Morfin Gaunt \| Morfin Gaunt \| \| \| \| \| \| \| \| \| \| \| \| \| \| \| \| \| \| \| \| Tom Riddle \| Tom Riddle \| Tom Riddle \| Tom Riddle \| Tom Riddle \| Tom Riddle \| \| \| Merope Gaunt \| Merope Gaunt \| Merope Gaunt \| Merope Gaunt \| Merope Gaunt \| Merope Gaunt \| \| \| Morfin Gaunt \| Morfin Gaunt \| Morfin Gaunt \| Morfin Gaunt \| Morfin Gaunt \| Morfin Gaunt \| \| \| \| \| \| \| \| \| \| \| \| \| \| \| \| \| \| \| \| \| \| \| \| \| \| \| \| \| \| \| \| \| \| \| \| \| \| \| \| \| \| \| \| \| \| \| \| \| \| \| \| \| \| \| \| \| \| \| \| \| \| \| \| \| Tom Marvolo Riddle \| \| \| \| \| \| \| \| \| \| \| \| \| \| \| \| \| \| \| \| \| \| \| \| \| \| \| \| \| \| \| \| \| \| \| \| \| \| \| \| \| \| \| \| \| \| \| \| \| \| \| \| \| \| \| \| \| \| \| Harry Potter \| \| \| \| \| \| \| \| \| \| \| \| \| \| Notas: Os nomes "Thomas" e "Mary" Riddle foram retirados dos filmes. A família Potter não é mostrada. |               |               |               |               |               |            |            |                    |             |             |             |              |              |              |              |                   |                   |                   |                   |                   |                   |              |              |                    |                    |                    |                    |                    |                    |  |  |  |  |  |  |  |  |  |  |
| |               |               |               |               |               |            |            |                    |             |             |             |              |              |              |              | Salazar Sonserina | Salazar Sonserina | Salazar Sonserina | Salazar Sonserina | Salazar Sonserina | Salazar Sonserina |              |              | A família Peverell | A família Peverell | A família Peverell | A família Peverell | A família Peverell | A família Peverell |  |  |  |  |  |  |  |  |  |  |
| |               |               |               |               |               |            |            |                    |             |             |             |              |              |              |              | Salazar Sonserina | Salazar Sonserina | Salazar Sonserina | Salazar Sonserina | Salazar Sonserina | Salazar Sonserina |              |              | A família Peverell | A família Peverell | A família Peverell | A família Peverell | A família Peverell | A família Peverell |  |  |  |  |  |  |  |  |  |  |
| |               |               |               |               |               |            |            |                    |             |             |             |              |              |              |              |                   |                   |                   |                   |                   |                   |              |              |                    |                    |                    |                    |                    |                    |  |  |  |  |  |  |  |  |  |  |
| Thomas Riddle | Thomas Riddle | Thomas Riddle | Thomas Riddle | Thomas Riddle | Thomas Riddle |            |            | Mary Riddle        | Mary Riddle | Mary Riddle | Mary Riddle | Mary Riddle  | Mary Riddle  |              |              | Marvolo Gaunt     | Marvolo Gaunt     | Marvolo Gaunt     | Marvolo Gaunt     | Marvolo Gaunt     | Marvolo Gaunt     |              |              |                    |                    |                    |                    |                    |                    |  |  |  |  |  |  |  |  |  |  |
| Thomas Riddle | Thomas Riddle | Thomas Riddle | Thomas Riddle | Thomas Riddle | Thomas Riddle |            |            | Mary Riddle        | Mary Riddle | Mary Riddle | Mary Riddle | Mary Riddle  | Mary Riddle  |              |              | Marvolo Gaunt     | Marvolo Gaunt     | Marvolo Gaunt     | Marvolo Gaunt     | Marvolo Gaunt     | Marvolo Gaunt     |              |              |                    |                    |                    |                    |                    |                    |  |  |  |  |  |  |  |  |  |  |
| |               |               |               |               |               |            |            |                    |             |             |             |              |              |              |              |                   |                   |                   |                   |                   |                   |              |              |                    |                    |                    |                    |                    |                    |  |  |  |  |  |  |  |  |  |  |
| |               |               |               |               |               |            |            |                    |             |             |             |              |              |              |              |                   |                   |                   |                   |                   |                   |              |              |                    |                    |                    |                    |                    |                    |  |  |  |  |  |  |  |  |  |  |
| |               |               |               | Tom Riddle    | Tom Riddle    | Tom Riddle | Tom Riddle | Tom Riddle         | Tom Riddle  |             |             | Merope Gaunt | Merope Gaunt | Merope Gaunt | Merope Gaunt | Merope Gaunt      | Merope Gaunt      |                   |                   | Morfin Gaunt      | Morfin Gaunt      | Morfin Gaunt | Morfin Gaunt | Morfin Gaunt       | Morfin Gaunt       |                    |                    |                    |                    |  |  |  |  |  |  |  |  |  |  |
| |               |               |               | Tom Riddle    | Tom Riddle    | Tom Riddle | Tom Riddle | Tom Riddle         | Tom Riddle  |             |             | Merope Gaunt | Merope Gaunt | Merope Gaunt | Merope Gaunt | Merope Gaunt      | Merope Gaunt      |                   |                   | Morfin Gaunt      | Morfin Gaunt      | Morfin Gaunt | Morfin Gaunt | Morfin Gaunt       | Morfin Gaunt       |                    |                    |                    |                    |  |  |  |  |  |  |  |  |  |  |
| |               |               |               |               |               |            |            |                    |             |             |             |              |              |              |              |                   |                   |                   |                   |                   |                   |              |              |                    |                    |                    |                    |                    |                    |  |  |  |  |  |  |  |  |  |  |
| |               |               |               |               |               |            |            | Tom Marvolo Riddle |             |             |             |              |              |              |              |                   |                   |                   |                   |                   |                   |              |              |                    |                    |                    |                    |                    |                    |  |  |  |  |  |  |  |  |  |  |
| |               |               |               |               |               |            |            |                    |             |             |             |              |              |              |              |                   |                   |                   |                   |                   |                   |              |              |                    |                    | Harry Potter       |                    |                    |                    |  |  |  |  |  |  |  |  |  |  |

#### Família Riddle
A família Riddle, uma antiga família de proprietários de terras, era composta por Thomas e Mary Riddle e seu filho, Tom Riddle. Eles eram proprietários de mais da metade do vale em que ficava a cidade de Little Hangleton, e Thomas era o habitante mais proeminente da cidade. Eles moravam em uma grande casa com belos jardins, mas eram impopulares entre os moradores locais devido às suas atitudes esnobes. Tom, o único filho de Thomas e Mary, era conhecido como um "playboy", sendo seus principais interesses a equitação e conquistar mulheres.
Rowling revelou em Harry Potter e o enigma do príncipe que a jovem Merope Gaunt se apaixonou por Riddle, espiando-o pelas janelas e arbustos em todas as oportunidades. O irmão de Merope, Morfin, não aprovava a afeição de sua irmã por Tom e o amaldiçoou quando ele passava, cobrindo-o de urticária. Essa violação da lei dos bruxos e a violenta luta que se seguiu com os funcionários do Ministério da Magia levaram Marvolo e Morfin à prisão em Azkaban. Como Dumbledore supôs, uma vez que Merope estivesse sozinha e não mais dominada pelo pai, ela poderia se aproximar de Tom. Ela lhe ofereceu uma bebida com uma poção do amor, e ele se apaixonou por ela; eles logo fugiram e, três meses depois do casamento, Merope engravidou. Merope decidiu parar de dar a Tom a poção do amor, pois passou a acreditar que esse encantamento de um homem era equivalente à escravidão. Ela também revelou sua condição de bruxa a Tom, acreditando que ele teria se apaixonado por ela por conta própria ou que, pelo menos, ficaria para cuidar do filho que estava para nascer. Ela estava errada, e Tom rapidamente deixou sua esposa grávida e foi para casa de seus pais, alegando ter sido "enganado" para se casar com Merope. Tom Marvolo Riddle, o filho deles, nasceu em 31 de dezembro de 1926 Merope morreu no parto, deixando o bebê crescer sozinho em um orfanato.
Em Harry Potter e o Cálice de Fogo, é revelado que Voldemort assassinou seu pai e seus avós, tornando-se o único membro sobrevivente da família Riddle.

#### Casa Gaunt
A maior parte da exposição do passado da Casa Gaunt ocorre em Harry Potter e o enigma do príncipe, por meio da Penseira de Dumbledore. Os Gaunts já haviam sido uma família poderosa e influente, e são os últimos descendentes conhecidos de Salazar Sonserina. No entanto, uma veia de instabilidade mental e violência dentro da família, reforçada por casamentos entre primos com o objetivo de preservar a linhagem de sangue puro, os reduziu à pobreza e à miséria, como mostra a "memória" da Penseira que Harry e Dumbledore testemunharam. Como Salazar Sonserina, os Gaunts eram Ofidioglotas. Na época da história, o único bem material dos Gaunts era uma cabana em ruínas em Little Hangleton, que ficava em um matagal em um vale em frente à casa dos Riddle. Assim como os Riddles, os Gaunts também eram impopulares entre os moradores locais, com a reputação de serem vulgares e intimidadores.
Marvolo Gaunt foi o último patriarca da família. Ele foi condenado a um curto período em Azkaban pelo ataque dele e de seu filho a um funcionário do Ministério da Magia; isso afetou sua saúde e ele morreu logo após voltar para casa. Seu anel de sinete passou para seu filho, Morfin Gaunt, que foi condenado por agredir um trouxa e, mais tarde, morreu em Azkaban, condenado dessa vez por participar do assassinato de Tom Riddle Jr. e dos pais de Riddle.
Dumbledore descobre o verdadeiro culpado ao visitar Morfin em Azkaban para obter informações sobre Voldemort. Depois que Dumbledore extrai com sucesso a memória de Morfin de seu encontro com o sobrinho, ele tenta usar a evidência para libertar Morfin, mas Morfin morre antes que a decisão possa ser tomada. A Casa Gaunt terminou com a morte de Morfin.
Merope Gaunt (/mɛˈroʊpi/) era filha de Marvolo e irmã de Morfin. A primeira impressão de Harry sobre ela foi que ela parecia "a pessoa mais derrotada que ele já tinha visto". Ela se casou com Tom Riddle Jr. e engravidou três meses após o casamento. Sugere-se que ela enganou o marido para que ele a amasse usando uma poção do amor, mas, quando engravidou, decidiu parar de administrar a poção. Está implícito que Merope se cansou de viver a mentira e pensou que seu marido poderia a amar, ou que ele poderia ficar por causa do filho que estava para nascer; no entanto, ele a deixou. Desesperada, Merope vagou pelas ruas de Londres. A única coisa que lhe restava era o pesado medalhão de ouro que pertencera a Salazar Sonserina, um dos itens mais preciosos de sua família, que ela vendeu por uma pequena quantia. Quando estava prestes a dar à luz, ela tropeçou em um orfanato trouxa, onde deu à luz seu único filho. Ela morreu na hora seguinte.
Gormlaith Gaunt era uma descendente de Salazar Sonserina do século XVII e, como Salazar, uma Ofidioglota. Sua varinha era a mesma que pertenceu ao próprio Salazar. Educada em Hogwarts, Gormlaith viveu na Irlanda no início dos anos 1600. Por volta de 1608, Gormlaith matou sua irmã afastada, sem nome, e o marido da irmã, William Sayre (descendente da bruxa irlandesa Morrigan), e raptou a filha de cinco anos, Isolt Sayre, criando-a no vale vizinho de Coomcallee, ou "Hag's Glen", porque achava que a associação de seus pais com trouxas influenciaria negativamente Isolt. Fanática e cruel, Gormlaith usou magia negra para isolar Isolt das outras pessoas, proibiu-a de ter uma varinha e não permitiu que ela frequentasse Hogwarts, como ela mesma havia feito, desgostosa com o fato de a escola estar agora repleta de nascidos trouxas. Após doze anos com Gormlaith, Isolt roubou a varinha de Gormlaith e fugiu para as Colônias, estabelecendo-se em Massachusetts, onde fundou a Escola de Magia e Bruxaria de Ilvermorny. Quando Gormlaith soube da escola, ela perseguiu a sobrinha em Massachusetts, onde foi morta pelo amigo de Isolt, William, o Pukwudgie, com uma flecha com ponta de veneno.
Os Gaunts, incluindo Voldemort, têm parentesco distante com Harry porque são descendentes dos irmãos Peverell.

## Recepção
Várias pessoas traçaram um paralelo entre Voldemort e alguns políticos. Rowling disse que Voldemort era "uma espécie de" Adolf Hitler, e que há algum paralelo com o nazismo em seus livros. Rowling também comparou Voldemort a Joseph Stalin. Alfonso Cuarón, diretor de Harry Potter e o Prisioneiro de Azkaban, comparou Voldemort a George W. Bush e Saddam Hussein, que, segundo ele, "...têm interesses egoístas e são muito apaixonados pelo poder. Além disso, não se importam com o meio ambiente. Um amor por manipular as pessoas." Andrew Slack e a Harry Potter Alliance comparam a consolidação da mídia nos EUA ao regime de Voldemort em Relíquias da Morte e seu controle sobre o Profeta Diário e outros meios de comunicação, dizendo que "Quando Voldemort assumiu todas as formas de mídia no mundo bruxo, o Exército de Dumbledore e a Ordem da Fênix formaram um movimento de mídia independente chamado 'Potterwatch'. Agora, a HP Alliance e a Wizard Rock se uniram para lutar por um movimento Potterwatch no mundo real, para combater a Big VoldeMedia e impedir que notícias locais e estrangeiras, representação de minorias e o direito a uma imprensa livre sejam ainda mais excluídos." Julia Turner, da revista Slate, também observou semelhanças entre os eventos de Harry Potter e o enigma do príncipe e a Guerra ao Terror. Ela disse que Voldemort comete atos de terrorismo, como destruir pontes, assassinar inocentes e forçar crianças a matar os mais velhos. Rowling comparou Voldemort a Donald Trump durante sua campanha presidencial de 2016.
Voldemort também foi comparado a outros personagens da ficção, por exemplo, Sauron de O Senhor dos Anéis; eles estão, durante o tempo em que a trama principal ocorre, buscando recuperar seu poder perdido depois de terem sido considerados mortos ou pelo menos não mais uma ameaça, e também são tão temidos que às vezes não são nomeados.
A IGN listou Voldemort como seu sétimo personagem favorito de Harry Potter, chamando-o de "verdadeiramente assustador".

## Na cultura popular
Várias campanhas usaram Voldemort para comparar seu mal com a influência dos políticos, da grande mídia e das corporações. "Lord Voldemort" é um apelido usado às vezes para Peter Mandelson. Voldemort também é um tema recorrente entre as bandas de wizard rock. Voldemort Can't Stop the Rock! é o segundo álbum de Harry and the Potters, e o personagem é mencionado em músicas como "The Dark Lord Lament" e "Flesh, Blood, and Bone".
Voldemort foi parodiado em vários locais. Na estreia da 13ª temporada de Os Simpsons, "Treehouse of Horror XII", Montgomery Burns aparece como "Lord Montymort". Uma paródia de Voldemort aparece em As Terríveis Aventuras de Billy e Mandy como "Lord Moldybutt", um inimigo de Nigel Planter (uma paródia de Harry). Voldemort também aparece nos esboços de Potter Puppet Pals de Neil Cicierega. Um dos episódios que o inclui foi o décimo sétimo vídeo mais visto de todos os tempos em 2008 e o vencedor do prêmio de "Melhor Comédia" do ano de 2007 no YouTube.
"Continuing the Magic", um artigo publicado na edição de 21 de maio de 2007 da Time, inclui capas de livros simuladas criadas pelo autor Lon Tweeten, com referências à cultura pop. Uma delas, a "Dark Lord of the Dance", mostra Voldemort formando uma equipe com Harry na Broadway. Nas paródias dos filmes feitas pela revista MAD, o personagem é chamado de Lord Druckermort, uma referência ao caricaturista de longa data da revista, Mort Drucker. Em League of Extraordinary Gentlemen: 1969, de Alan Moore, um jovem Tom Marvolo Riddle (apresentado como "Tom", cujo nome do meio é "marvel" e o sobrenome é "conundrum") aparece e se torna o novo avatar de Oliver Haddo na conclusão da história. Em A Very Potter Musical, Voldemort é interpretado pelo ator Joe Walker.
Em um segmento que celebrava a literatura infantil britânica na cerimônia de abertura dos Jogos Olímpicos de Verão de 2012 em Londres, um Voldemort inflável apareceu ao lado de outros vilões, a Rainha de Copas, o Capitão Gancho e Cruella de Vil, para assombrar os sonhos das crianças, antes da chegada de um grupo de mais de trinta Mary Poppins que desceram com seus guarda-chuvas para derrotá-los.
Durante as eleições de 2016 nos Estados Unidos, Daniel Radcliffe foi perguntado pelo jornalista Craig Dillon, da Sky News, se ele compararia Donald Trump a Lord Voldemort; Radcliffe respondeu: "Trump é pior".
Voldemort aparece em The Lego Batman Movie como um dos prisioneiros da Phantom Zone que o Coringa recruta para dominar Gotham City. Embora Ralph Fiennes apareça nesse filme como a voz do mordomo britânico Alfred Pennyworth, ele não reprisa seu papel como Voldemort. Em vez disso, Voldemort é dublado por Eddie Izzard.
Fora dos videogames de Harry Potter, Voldemort também é um personagem jogável em Lego Dimensions, com áudio de arquivo da interpretação de Fiennes nos filmes usado para suas dublagens.
Um filme de fã italiano de 2018 intitulado Voldemort: Origins of the Heir retrata a história da ascensão de Tom Riddle ao poder.
Voldemort aparece em Space Jam: Um Novo Legado, na torcida pelo jogo entre o Tune Squad e o Goon Squad.
Um futuro curta-metragem francês feito por fãs, intitulado The House of Gaunt - Lord Voldemort Origins, explora a história da origem de Voldemort e da família Gaunt.
No spinoff de Breaking Bad, Better Call Saul, Saul Goodman, falando com Mike Ehrmantraut, apelida o traficante Gus Fring de "He Who Shall Not Be Named" em referência a Lord Voldemort.
Em maio de 2022, a parlamentar sênior do Partido Trabalhista Australiano, Tanya Plibersek, comparou o ex-ministro da defesa Peter Dutton, do Partido Liberal da Austrália, a Voldemort. Durante uma discussão sobre as perspectivas de Dutton se tornar líder do Partido Liberal na estação de rádio 4BC de Brisbane, ela disse "Acho que haverá muitas crianças que assistiram a muitos filmes de Harry Potter que ficarão muito assustadas com o que estão vendo na TV à noite, isso é certo... Estou dizendo que ele se parece um pouco com Voldemort e veremos se ele pode fazer o que prometeu que faria quando estava concorrendo a líder pela última vez, que é sorrir mais." Um porta-voz do gabinete de Plibersek disse que ela entrou em contato com Dutton logo após a entrevista para oferecer um pedido de desculpas sem reservas e dizer que ela não deveria ter feito o comentário. O líder do Partido Trabalhista, o primeiro-ministro Anthony Albanese, disse que os comentários de Pilbersek eram "inaceitáveis" e que ela havia feito a coisa certa ao se desculpar. Dutton confirmou que Plibersek havia se desculpado. Em resposta, Dutton disse que, embora os comentários tenham sido infelizes, foram "água nas costas de um pato". Ele disse que percebeu que "não era o cara mais bonito do pedaço" e disse que era careca por ter sido diagnosticado com um problema de pele.